# Doxología
En el cristianismo, la doxología (del griego δόξα, "fama" u "opinión", y λόγος, "palabra" o "conocimiento") es la alabanza a Dios. Pese a que en la Grecia antigua la δόξα tiene un valor subjetivo, en el cristianismo pasa a expresar la objetividad absoluta: la realidad de Dios y sus manifestaciones.
El término doxología se usa para indicar la propiedad de dar gloria a una deidad que debe tener el lenguaje teológico para ser auténtico. En cuanto a la liturgia, indica la oración de alabanza dirigida al Dios de los cristianos.
En la misa, la Gran doxología es el himno del Gloria, un himno con el que la Iglesia católica ensalza a la Santísima Trinidad. También hay doxologías menores, como aquella con la que la oración eucarística se cierra: «Por Cristo, con él y en él...», con la que se expresa solemnemente la glorificación de Dios. En la misa está también la doxología «Líbranos, Señor... », que sigue al Padre nuestro. En la liturgia de las horas, el himno concluye con la doxología que suele dirigirse a la persona divina en cuyo honor se canta («Que alegría cuando me dijeron vamos a la casa del señor.», «Tú que vives y reinas con el Padre en la unidad del Espíritu Santo, etcétera.»). Al final de cada salmo se recita la doxología Gloria Patri. Esta tradición cristiana se deriva de una práctica similar de las sinagogas judías.

## Doxologías trinitarias
El tipo más común de doxología menor cristiana, a veces simplemente llamada la doxología (usada por católicos, ortodoxos y muchas iglesias protestantes, incluidos los metodistas), es el Gloria Patri, llamado así por sus dos primeras palabras en latín y dirigida a la Trinidad:
Gloria Patri, et Filio, et Spiritu Sancto. Sicut erat in principio, et nunc, et semper, et in sæcula sæculorum, Amen.
Gloria al Padre, y al Hijo y al Espíritu Santo. Como era en el principio, ahora y siempre, por los siglos de los siglos. Amén.
En griego, esta doxología dice:
Δόξα Πατρὶ καὶ Υἱῷ καὶ Ἁγίῳ Πνεύματι, καὶ νῦν καὶ ἀεὶ καὶ εἰς τοὺς αἰῶνας τῶν αἰώνων, Ἀμήν.
Esta doxología, así como alaba al Dios cristiano, se tiene como una pequeña declaración de fe en la igualdad de las tres personas de la Trinidad.
Otra fórmula doxológica del mismo tipo es:
Por Cristo, con él y en él, a ti Dios Padre omnipotente, en la unidad del Espíritu Santo, todo honor y toda gloria, por los siglos de los siglos. Amén.
Ella se apellida doxología eucarística.

## Otras doxologías
No todas las doxologías se refieren a la igualdad de las personas de la Trinidad cristiana, y algunas no se refieren ni siquiera a la Trinidad. Una forma temprana ("Gloria al Padre, con el Hijo, y a través del Espíritu Santo") era usada originalmente por los ortodoxos, pero terminó siendo usada solamente por los arrianos y otros que niegan la divinidad del hijo y del Espíritu Santo.
Otra doxología familiar es la frase al final del tradicional Padrenuestro: «Porque tuyo es el Reino, el poder y la gloria, por los siglos de los siglos. Amén».
En el oficio litúrgico de maitines, la liturgía ortodoxa especifica una gran doxología para días de fiesta y una pequeña doxología para días ordinarios (ambas incluyen la doxología de los evangelios Gloria in excelsis del ángel en Lucas 2,14): Gloria a Dios en las alturas y en la tierra paz a los hombres de buena voluntad.). Una porción sustancial de esta doxología es parte de la oración Gloria in exelsis de la misa católica del rito romano.